# 18617 Puntel
18617 Puntel (1998 DY9) là một tiểu hành tinh vành đai chính được phát hiện ngày 24 tháng 2 năm 1998 bởi Michel Boeuf ở Les Tardieux.